# Cuauhtémoc Blanco
Cuauhtémoc Blanco Bravo (født 17. januar 1973) er en mexicansk fodboldspiller der er på kontrakt med den mexicanske klub Irapuato FC, der spiller i landets bedste række, Liga de Ascenso.
Det meste af hans karriere har han spillet i hjemlandet og har siden 1995 spillet 121 kampe og scoret 39 mål for Mexicos fodboldlandshold.